# Однажды в Риме (фильм, 2002)
«Однажды в Риме» (англ. When in Rome) — приключенческая мелодрама 2002 года, снятая режиссёром Стивом Пурселлом с сёстрами Олсен в главных ролях.

## Сюжет
Шестеро студентов, среди которых 16-летние сестры Лэйла и Чарли, прибывают в Рим в качестве стажёров в престижную школу моды Дерека Хэммонда. Все они «борются» за возможность поехать следующим летом в Нью-Йорк в качестве помощников знаменитого модельера, но только двое смогут получить эту возможность…

## В ролях
| Актёр               | Роль          |
| ------------------- | ------------- |
| Мэри-Кейт Олсен     | Чарли         |
| Эшли Олсен          | Лейла         |
| Лесли Данон         | Джэми         |
| Джулиан Стоун       | Дерек Хэммонд |
| Дерик Ли Никсон     | Райан         |
| Иления Лаззарин     | Дари          |
| Арчи Као            | Нобу          |
| Валентина Маттолини | Хайди         |